# Una canzone per le Cheetah Girls
(Le Cheetah Girls, dal film)
Una canzone per le Cheetah Girls (The Cheetah Girls) è una commedia musicale, la prima per Disney Channel e per la Walt Disney Pictures ad essere basata su una serie di libri per giovani adulti, aventi lo stesso nome, diventati best seller e scritti da Deborah Gregory.

## Trama
Galleria, Chanel, Dorinda e Aquanette sono quattro ragazze che formano un unico gruppo: le Cheetah Girls. Frequentano il primo anno alla scuola superiore di Manhattan per le arti dello spettacolo ed il loro sogno è di diventare le prime matricole nella storia scolastica a vincere il talent show organizzato dalla scuola stessa.
Durante le audizioni per il talent vengono notate da un famoso produttore discografico, Sciacallo Johnson, che è deciso a fare delle ragazze un gruppo di superstar. Per le Cheetah è un sogno che diventa realtà, ma la strada del successo è più faticosa di quanto possano immaginare e metterà a dura prova la loro amicizia, costringendole a dover scegliere tra quest'ultima e la fama.

### Cast principale
- Raven-Symoné - Galleria Garibaldi, soprannominata Bubbles
- Adrienne Bailon - Chanel Simmons, soprannominata Chuchie
- Sabrina Bryan - Dorinda Thomas, soprannominata Do
- Kiely Williams - Aquanette Walker, soprannominata Aqua

### Supporting Cast
- Lynn Whitfield - Dorothea Garibaldi, mamma di Galleria
- Juan Chioran - Francobollo Garibaldi, padre di Galleria
- Lori Anne Alter as Juanita Simmons, mamma Chanel
- Vince Corazza - Sciacallo Johnson, produttore discografico e antagonista principale del film
- Kyle Schmid-Derek, interesse amoroso di Galleria
- Kyle Saunders - Pucci (fratellino di Chanel)
- Rothaford Gray - Dodo
- Ennis Esmer - Rick (Comico)
- Johnie Chase - Doorman
- Kim Roberts - Mrs. Bosco (madre affidataria di Dorinda)
- Sandra Caldwell - Drinka Champane

## Produzione
Il film è stato diretto da Oz Scott e prodotto da : Whitney Houston, Debra Martin Chase & Co ed ha come produttrice Cheryl Hill. La sceneggiatura è stata scritta da Alison Taylor e la musica è stata composta da John Van Tongeren e Mark Mothersbaugh. Il film è stato girato nei mesi di ottobre e novembre 2002 a Toronto, Canada e Manhattan, New York City, New York.

## Colonna sonora
Main article : Discografia delle The Cheetah Girls
La colonna sonora cinematografica che contiene canzoni da e ispirato il film è uscito il 12 agosto 2003 da Walt Disney Records e la Columbia Records.

## Distribuzione

### Messa in onda
- 15 agosto 2003 negli Stati Uniti (The Cheetah Girls)
- 31 agosto 2005 in Brasile (The Cheetah Girls: As Feras da Música)
- 19 ottobre 2005 in Italia
- 18 marzo 2007 in Australia (The Cheetah Girls)
- 27 dicembre 2007 in Ungheria (Párduclányok)
- 10 ottobre 2008 in Svezia
- 9 gennaio 2010 in Bulgaria